# 深层结构
深层结构是語法理論中構成句子結構基礎的抽象語法關係，人們藉此解釋句子所表示的意思。在這一分析層次上可以區別陳述和詢問兩類句子，能夠區別否定句和肯定句或主動句和被動句。例如，主動句「狗追貓」和被動句「貓被狗追」兩種語態的意思是相同的。

## 深層結構與表層結構之別
深層結構與表層結構相對稱，表層結構是對人們所講和所聽的語句的直接語法分析層次，即依上述句子中詞和詞綴的特別順序（the+dog+s......）的分析。
深層結構與表層結構的區別，是1960年代由美國語言學家諾姆·喬姆斯基提出的，此後已發展為產生語法的一個深奧部份。